# Montezumia nigroflava
Montezumia nigroflava är en stekelart som beskrevs av Willink 1982. Montezumia nigroflava ingår i släktet Montezumia och familjen Eumenidae. Inga underarter finns listade i Catalogue of Life.